# Дети из камеры хранения
Дети из камеры хранения (яп. コインロッカー・ベイビーズ коинрокка: бэйби:дзу, от англ. Coin Locker Babies) — роман японского писателя Рю Мураками, написанный в 1980 году.

## Сюжет
«Дети из камеры хранения» — это история двух сводных братьев, Кику и Хаси, брошенных матерями сразу после родов. Сиротский приют, новые родители, первые увлечения, побеги из дома — рывок в жестокий, умирающий мир, все люди в котором, в будущем будут поражены сильнейшим психотропным ядом — «датурой». Магическое слово «датура» очаровывает одного из братьев, он пытается выяснить о препарате всё возможное. Его воздействие на мозг человека — стопроцентное: ощущение полнейшего блаженства вкупе с неукротимым, навязчивым желанием убивать, разрушать всё вокруг. По пути к цели найти «датуру» братья испытывают сложнейшие проблемы, связанные с их личностью.

## Влияние
Японская рок-группа The Pillows изначально называлась «The Coin Locker Babies», по названию романа. Это название использовалось на этапе формирования с 1986 по 1988 год, до серьёзных изменений в составе группы.
Японская рок-группа Urbangarde в 2015 году выпустила песню «Coin Locker Babies» в честь романа. На песню был снят клип.
Геймдизайнер Масаси Цубояма заявил в одном из интервью, что «Дети из камеры хранения» оказали большое влияние на Silent Hill 4: The Room. Также сюжет видеоигры Yakuza: Like a Dragon во многом был вдохновлен книгой, а глава 13 в дань уважения носит одноимённое роману Мураками название.
Персонаж аниме «Eureka 7» Анэмонэ и её питомец Гулливер были названы в честь одного из персонажей романа и её домашнего аллигатора.

## Издания
- Мураками Рю. Дети из камеры хранения. Пер. с яп. Кабанова А. СПб Амфора 2003 г. 556 с.